# ピーナ・カルミレッリ
ピーナ（ジュゼッピーナ）・カルミレッリ（Pina (Giuseppina) Carmirelli, 1914年1月23日 - 1993年2月26日）は、イタリアのヴァイオリニスト。

## 略歴
ヴァルツィの生まれ。ミラノ音楽院でミケランジェロ・アバドに師事し、1930年にディプロマを獲得。1936年には作曲においてもディプロマを獲得した。その後、1937年から演奏活動を開始しながら、ローマの聖チェチーリア音楽院でアリゴ・セラートに師事し、室内楽も学んだ。1940年にはパガニーニ賞を受賞。1941年からはローマ音楽院の教授となった。
1949年にはボッケリーニ五重奏団、1954年にはカルミレッリ弦楽四重奏団を創設し、ヨーロッパ各地で演奏活動や録音を行った。ソリストとしても活動し、セルジオ・レンツィとデュオを組んで演奏活動を盛んに行った。1970年にはニューヨークのカーネギー・ホールやローマ各地を回り、ルドルフ・ゼルキンをパートナーにベートーヴェンのヴァイオリン・ソナタの全曲演奏を行った。
1973年から1986年までは、イ・ムジチ合奏団のコンサートミストレスを務め、1979年からはフォーレ五重奏団のメンバーとして活躍していた。
ローマにて没。